# Йоланта Вілютіте
Йоланта Вілютіте (лит. Jolanta Vilutytė) (14 грудня 1969, Рокишкіс, Паневежиський повіт, Литовська РСР) — литовська баскетболістка, яка грала на позиції форварда. Чемпіонка Європи 1997, нагороджена Орденом Великого князя Литовського Гедиміна III ступеню.

## Життєпис
Йоланта Вілутіте перші свої кроки в баскетболі робила в спорт-інтернаті Паневежиса, потім продовжила в Каунасському коледжі. Тоді її включали до складу юніорської збірної СРСР і на її рахунку золоті медалі чемпіонату Європи до 18 років в Болгарії (1988) і чемпіонату світу до 19 років у Іспанії (1989). Після закінчення коледжу Йоланта виступала за каунасський «Бангос» у змаганнях першої ліги СРСР.
1990 року Вілутіте переїхала в Угорщину, де по справжньому розкрила свій потенціал у баскетболі. 11 сезонів поспіль Йоланта провела в «Мізо Печ», ставши воістину кумиром для місцевих уболівальників. Від 1999 року була капітаном команди, на її рахунку 6 титулів чемпіонату Угорщини, 5 разів ставала володарем національного кубка, має бронзову медаль Євроліги ФІБА. У сезоні 2000/01 в матчі проти «Шольнокі МАВ» — 104:29 Вілютіте змогла зробити квадрупл-дабл: 18 очок, 11 підбирань, 10 гольових передач і 10 блок-шотів. Після закінчення того сезону, коли Йоланта вирішила покинути команду, її проводжали 3 500 уболівальників, які прийшли на прощальний матч між ветеранами і основним складом. Баскетболістка нагороджена золотою медаллю імені Юдіт Хорват, оскільки вона провела за клуб понад 500 матчів — 526 (4-й показник в історії клубу).
Провівши один рік у Литві й ставши чемпіонкою національної першості, вона знову повернулася в угорський клуб, який вже став їй рідним, де додала собі ще один титул чемпіонки і володарки кубку Угорщини. Підсумок виступів за «Мізо Печ» — 7 084 очки.
2004 року Йоланта остаточно повернулася на батьківщину, вона виграла в складі «Летувос Телекомас» другий свій титул чемпіонату Литви, після чого завершила кар'єру в каунасському «Лайсве».
У збірній Литви виступала від 1992 до 2002 року, за цей час провела в національній команді 125 матчів, набравши 1 261 очко. Учасниця трьох чемпіонатів Європи та одного чемпіонату світу. Найвизначнішим моментом її виступів за національну збірну був чемпіонат Європи 1997 в Угорщині. На тій «золотій» першості Йоланта відіграла всі 8 ігор, при цьому перебувала на майданчику в середньому 32,5 хвилин (4-й показник в команді) і набрала 260 очок (4-й показник). У фінальному матчі проти збірної Словаччини Вілютіте набрала 14 очок і зробила 7 підбирань.
Після закінчення професійної кар'єри Вілютіте не залишає баскетбол і від 2010 року постійно виступає за вільнюський БК «Свайя» в міжнародних ветеранських турнірах. Вона є дворазовою чемпіонкою Європи серед ветеранів (2010 і 2012), а також дворазовою чемпіонкою світу (2011 и 2013).
Має двох синів: Артураса і Томаса.

### Статистика виступів за збірну Литви (середній показник)
| Збірна | Сезон | Місце | Чемпіонат | Чемпіонат | Чемпіонат | Чемпіонат |
| Збірна | Сезон | Місце | Ігри      | Очки      | Підб      | Перед     |
| ------ | ----- | ----- | --------- | --------- | --------- | --------- |
| ЧС     | 1998  | 6     | 9         | 12,0      | 4,2       | 2,0       |
| ЧЄ     | 1995  | 6     | 8         | 7,3       | 3,0       | 0,3       |
| ЧЄ     | 1997  | 1     | 8         | 12,8      | 4,4       | 0,8       |
| ЧЄ     | 1999  | 6     | 7         | 13,7      | 5,7       | 1,3       |
| ЧЄ     | 2001  | 4     | 4         | 14,8      | 3,3       | 1,5       |

## Досягнення
- Чемпіонка Європи: 1997
- Чемпіонка Європи серед дівчат: 1988
- Чемпіонка світу серед дівчат: 1989
- Бронзова призерка Євроліги: 2001
- Чемпіонка Угорщини: 1992, 1995, 1996, 1998, 2000, 2001, 2003
- Чемпіонка Литви: 2002, 2005
- Срібна призерка чемпіонату Угорщини: 1999
- Бронзова призерка чемпіонату Угорщини: 1994, 1997
- Володарка кубку Угорщини: 1997, 1998, 1999, 2000, 2001, 2003
- Переможниця Балтійської ліги: 2002, 2005
- Чемпіонка світу серед ветеранів: 2011, 2013
- Чемпіонка Європи серед Ветеранів: 2010, 2012